# Burgruine Stiegelesfels
Die Burgruine Stiegelesfels ist die Ruine einer Gipfelburg auf 770 m ü. NN in einem Naturschutzgebiet 1250 Meter südöstlich der Stadtkirche von Fridingen im Landkreis Tuttlingen in Baden-Württemberg.

## Beschreibung
Die in der ersten Hälfte des 12. Jahrhunderts erbaute Burg teilte sich in eine tieferliegende Unterburg, die wohl als Vorburg diente, und in eine Oberburg auf einem schmalen Kamm des Burgfelsens.
Im Bereich der Oberburg, dem Kernbereich der Anlage, befand sich vermutlich ein wohnturmartiges Bauwerk. Heute zeigt die ehemalige Burganlage noch sieben Meter lange und zwei bis drei Meter hohe Mauerreste der Unterburg mit Kleinquadermauerwerk. Als ehemaliger Besitzer wird die Stadt Fridingen genannt.

## Literatur

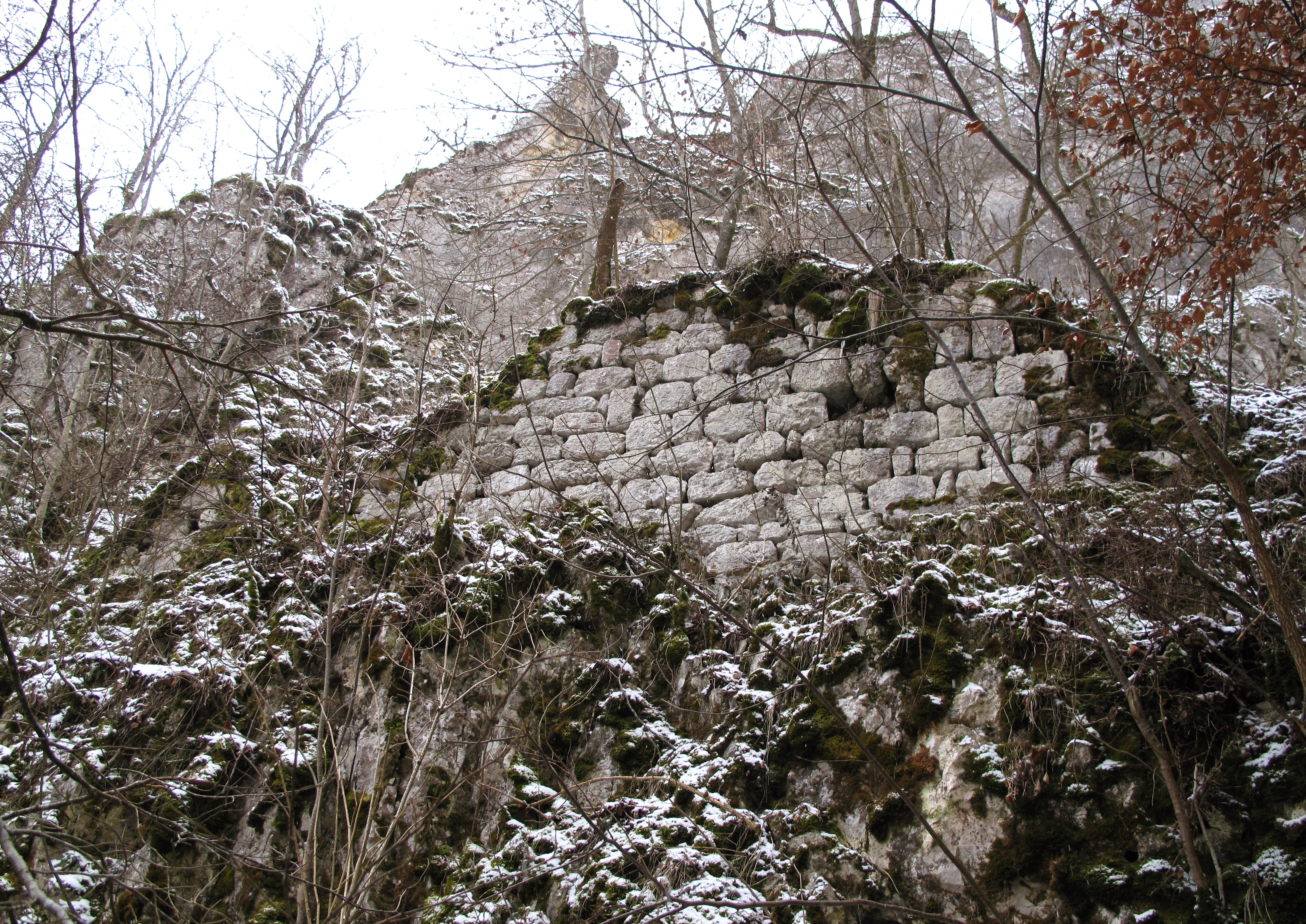
Mauerrest der unteren Burg am östlichen Felsabsturz